# Melpignano
Melpignano (Lipignana en Griko, Melpignanu en salentin) est une commune italienne de 2 212 habitants (2018), de la province de Lecce dans la région des Pouilles.
Située dans le Salento, à 26 km environ de la capitale provinciale, Lecce, elle appartient à la région historique de Grèce salentine, un îlot linguistique de neuf municipalités où  se parle le griko, un antique dialecte d'origine grecque.
Melpignano accueille le concert final de la Notte della Taranta, le plus grand festival musical consacré à la préservation et la valorisation de la pizzica salentina.

## Toponymie
Le nom pourrait être lié à l'existence d'une propriété romaine et dériverait du nom latin de personne « Melpinius » avec l'ajout du suffixe « anus » (praedium Melpinianus serait « la terre de Melpinius »). En lien avec la tradition qui lui prête une fondation légendaire, le nom du village pourrait dériver du nom de la Muse Melpomène. Certaines hypothèses le font dériver  du mot « miel », dont la production était autrefois une source importante de revenus.

## Géographie et climat
Le territoire de la ville de Melpignano, qui se trouve dans la partie centrale de la province de Lecce, est un territoire de plaine, avec un relief très peu marqué. 
La haute perméabilité du sol, qui absorbe la plupart des précipitations, explique le peu de cours d'eau en surface.
Melpignano bénéficie d'un climat méditerranéen, avec des hivers doux et des étés chauds et humides. La température moyenne du mois le plus froid, janvier, s’élève à environ +9 °C, alors que celle du mois le plus chaud, août, est environ de +24,7 °C. Les précipitations, fréquentes en automne et en hiver, produisent environ autour de 626 mm de pluie par an. Printemps et l'été sont caractérisés par de longues périodes de sécheresse. Melpignano, comme toutes les municipalités du Salento, est fortement sous l'influence des vents, froids et venant des Balkans, ou chauds d'origine africaine.

## Histoire
La présence de dolmens et de menhirs semble attester une présence humaine très ancienne. Toutefois, la véritable naissance de la ville reste incertaine. 
Certains font remonter sa fondation à des Grecs venus du Péloponnèse et plus précisément d'Arcadie avec Œnotrios, l'un des fils du mythique Lycaon. Pour d'autres elle aurait été fondée par Melpinius, un centurion qui aurait obtenu ces terres après l'occupation romaine de Messapia en 267 av. J.-C. Comme indiqué plus haut, une hypothèse mythologique relie la fondation du pays à la muse Melpomène.

Certainement colonisée par les Romains, la ville est placée pendant plus de cinq siècles sous la domination grecque byzantine qui a radicalement influencé les usages, les coutumes et la langue locale. La culture grecque, d'ailleurs, persiste et est toujours présente dans les traditions et le folklore. Jusqu'au XIIe siècle, la ville est un important centre byzantin.

Vient l'arrivée des Normands. La région est alors l'objet de différentes luttes et rivalités. Melpignano est intégrée au comté de Lecce. Tancrède d'Altavilla donne la ville en fief à Giambattista Lettere en 1190. En 1396,  elle passe à Raimondo Orsini del Balzo et dans la seconde moitié du XVe siècle le roi Ferrante d'Aragon la cède à Aiello Tarantini. Au cours des siècles, se succèdent diverses familles : les Musco, Ramirez, les Castriota, les Acquaviva d'Aragon. En 1757, elle devient la propriété des Marquis De Luca qui en ont été les derniers seigneurs.

Avec l'abolition de la féodalité en 1806, Melpignano est rattachée à Castrignano de' Greci. Les deux communes en formèrent une seule jusqu'au 1er janvier 1837, quand les deux sont redevenues des municipalités indépendantes.

## Économie

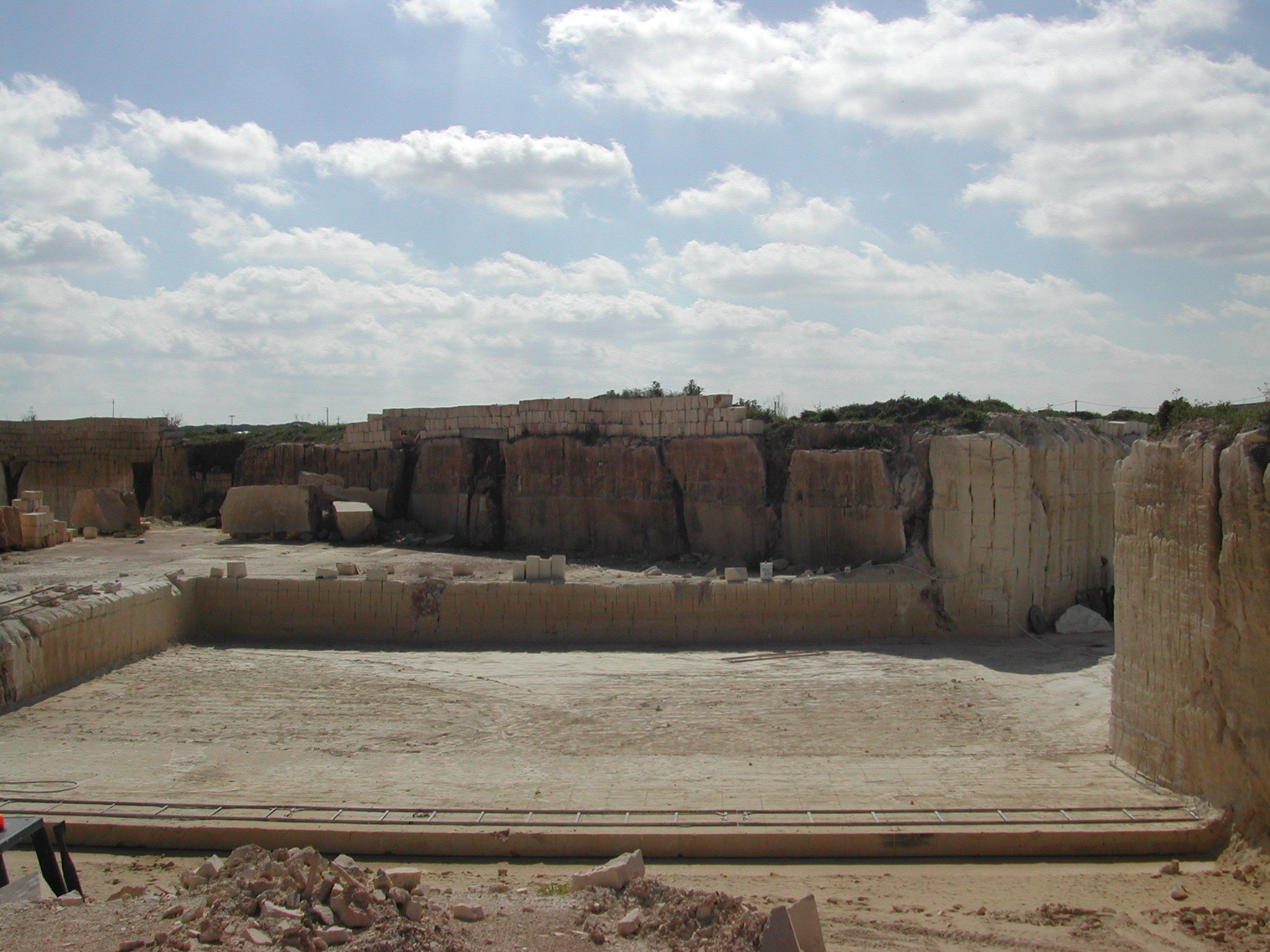
Carrière de pierre de Lecce

L'économie de Melpignano est fortement caractérisée par l'extraction et la transformation de la pierre calcaire locale dite «pierre de Lecce». Avec Cursi, Melpignano est considérée comme le plus important  bassin minier du Salentino. L'économie se fonde aussi sur l'agriculture, l'élevage et l'artisanat. Le tourisme se développe, en particulier un tourisme estival et un tourisme culturel, lié au festival de la Notte della Taranta.

## Langue
À Melpignano, municipalité de la Grecìa Salentina, outre le salentin, se parle le griko. Le griko ou grecanico (également orthographié grico) est un dialecte (ou un groupe de dialecte) de type néo-grec, probablement le vestige d'une plus large et continue aire linguistique hellénophone qui a existé historiquement dans la partie côtière de la Grande-Grèce. Les Grecs appellent aujourd'hui la langue katoitaliótika (en grec : Κατωιταλιώτικα, « Italie méridionale »). La langue, écrite en alphabet latin a des points communs avec le grec, mais est le produit d'évidentes influences locales.

## Culture
Chaque année se déroule dans la seconde moitié du mois d'août la Notte della Taranta.
Il s'agit d'un festival de musique populaire du Salento, consacré à la préservation et la valorisation de la pizzica salentina, qui se déroule dans diverses villes de la province de Lecce et de la Salento Grecìa et se termine par un grand concert final à Melpignano. L'événement se déroule en face de l'ancien couvent des Augustins. La manifestation rassemble des musiciens de renommée nationale et internationale.

## Monuments et centres d'intérêt
- Église Madre di San Giorgio

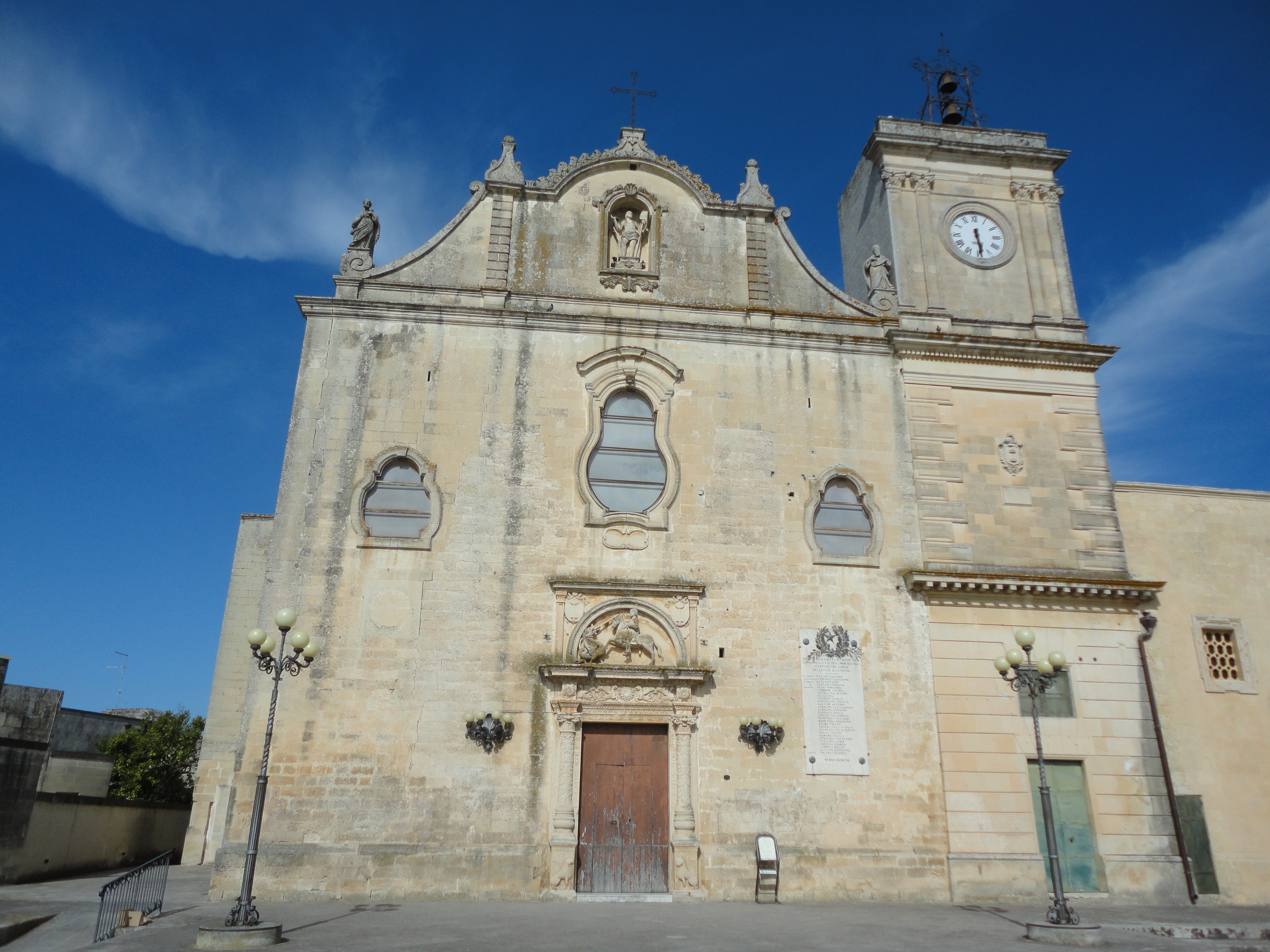
Église Madre di San Giorgio

L'édifice actuel est le résultat d'une importante rénovation et d'agrandissement, entre 1785 et 1794, de l'ancienne église de la paroisse qui datait des premières décennies du XVIe siècle. La façade conserve son portail du XVIe siècle original avec un haut-relief représentant saint Georges terrassant le dragon.  L'intérieur, à trois nefs,  en forme classique de croix latine, renferme de précieux autels baroques.  Le presbytère, qui appartenait à la structure originelle, est doté de fresques du début du XVIe siècle représentant notamment saint George, une Madone à l'enfant et des figures angéliques jouant du luth.
- Église de l'Assomption de la Vierge

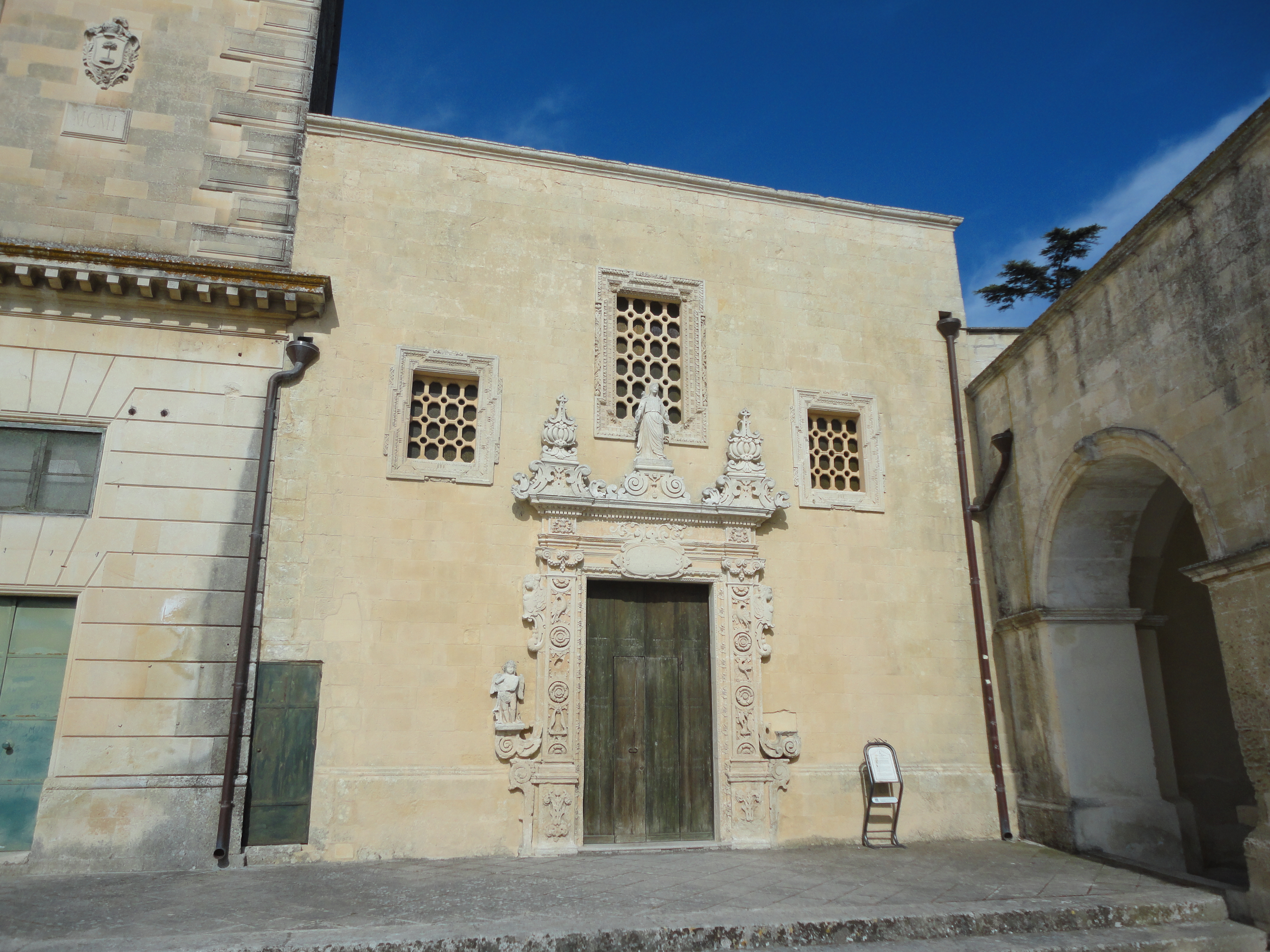
Église de l'Assomption de la Vierge

Construite vraisemblablement au début du XVIe siècle sous le patronage des saints Roch et Sébastien, elle conserve intacte la structure architecturale initiale. La façade actuelle est constituée d'un avant-corps, construit en 1678, qui dissimule en partie la façade originelle. L'intérieur, à nef unique, possède un pavement en mosaïque, un grand autel attribué au sculpteur Buffelli et plusieurs peintures de la seconde moitié du XVIIIe siècle représentant les mystères mariaux.
- Église et couvent des Augustins

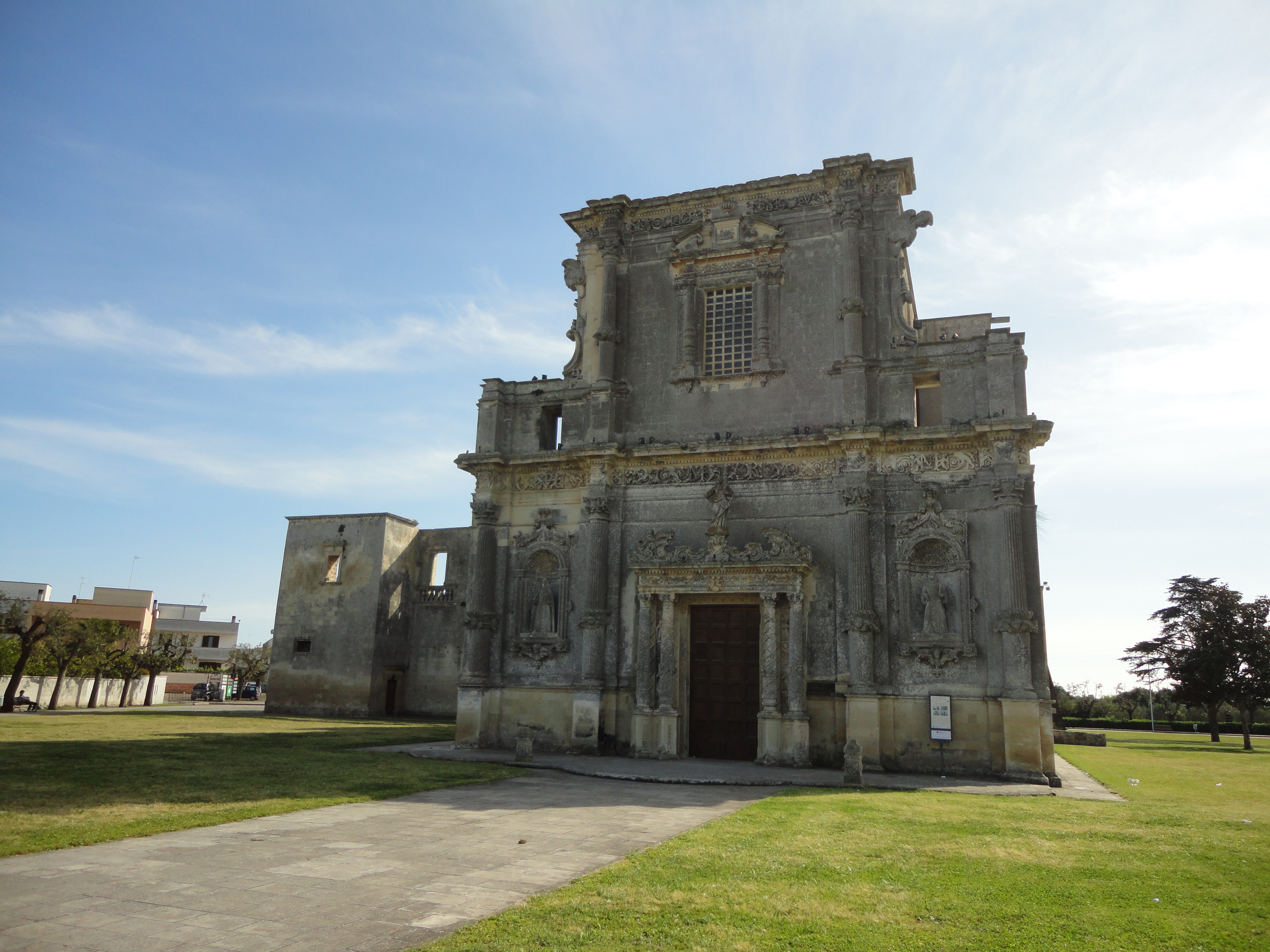
Église et couvent des Augustins

Le monastère augustinien ainsi que l'église ont été construits à partir de 1573 et restaurés en 1638 par Francesco Manuli selon les plans de l'architecte de Lecce Giuseppe Zimbalo. Achevé en 1662, l'église présente une façade caractérisée par un portail baroque élaboré, formée par deux paires de colonnes supportant un entablement surmonté d'une statue en pierre de la Madonna del Carmelo. La partie supérieure accueille en son centre une fenêtre entourée de deux colonnes avec des bustes de chérubins. 
L'intérieur, avec une nef à six chapelles disposées le long des murs de côté, conserve encore son chœur du XVIe siècle derrière le maître-autel. Dans les chapelles latérales sont sculptés des autels qui utilisent la figure du lion comme un symbole de la force. 
Le couvent, endommagé par la longue période de négligence après son abandon, conserve les vestiges du cloître de 1644 et un puits sur lequel est gravé l'aigle à deux têtes, un signe de la présence de la famille de Castriota Skanderbeg.
- Chapelle de saint Antoine du Caire

La chapelle de saint Antoine du Caire (sant'Antonio abate) se situe juste en dehors des murs de l'ancien bourg. La structure est de dimensions modestes, avec une inscription latine portant la date de 1530 sur le portail. L'intérieur abrite les vestiges d'un petit autel et de peintures murales qui couvraient à l'origine tous les murs. Elle est actuellement fermée au culte.
- Chapelle de Sainte Marie-Madeleine

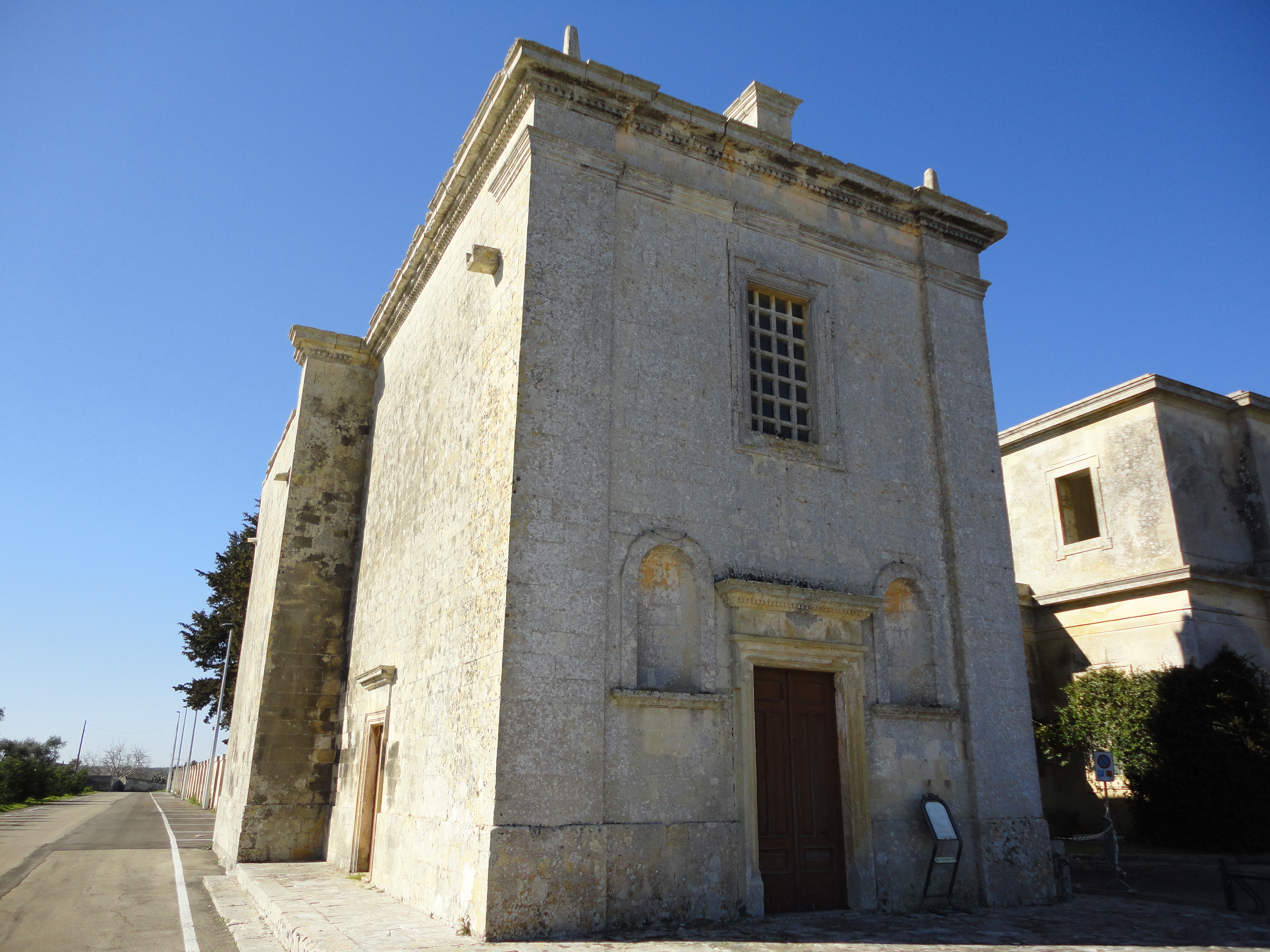
Chapelle Sainte-Marie-Madeleine

Elle fut construite en 1661 sur le site occupé par une ancienne église dédiée à la même sainte, en souvenir de la protection accordée au pays au cours de l'épidémie terrible de peste de 1656. C'est à cette protection que se réfèrent les inscriptions latines gravées sur les linteaux des portes. L'intérieur est à nef unique.
- Chapelle de saint Michel Archange

La chapelle de saint Michel Archange est une chapelle privée construite en 1741 par le prêtre don Nicolò Francesco Veris, chantre du chapitre de la paroisse, qui vivait dans le bâtiment adjacent. Sur les murs sont peints deux représentations de sainte Marie Madeleine et saint Georges.
- Chapelle de saint Pierre d'Alcantara

La chapelle de saint Pierre d'Alcantara est une chapelle privée construite en 1693 et intégrée à l'ensemble de bâtiments qui fut la résidence de la famille Maggio. 
- Palazzo Marchesale Castriota

Il fut construit en 1636 par Giorgio Castriota Skanderberg. Le bâtiment a été commandé à l'architecte Francesco Manuli qui proposait des constructions sobres et une décoration élégante et discrète, plus proche d'un goût de la Renaissance. Il révèle de manière évidente son origine de système défensif, duquel participent les tours et les remparts avec le chemin de ronde qui entourent le grand jardin à l'arrière. La façade se termine par une corniche qui accueille une inscription portant le nom du client. Elle est ouverte par un portail orné de deux colonnes qui soutiennent le balcon central. Les fenêtres sont décorées alternativement de pignons triangulaires et arqués, et sont disposés progressivement à intervalles toujours plus brefs à proximité du balcon central. Dans la partie intérieure, a été élaboré un jardin riche de décorations et d'éléments sculptés. Le Palais abritait une riche pinacothèque, maintenant relocalisée à Molfetta, qui comprenait, entre autres, des peintures de Véronèse, Tintoret, Domenichino, Giaquinto, ainsi que des œuvres des peintres les plus renommés du Salento.
- Moulin à huile

Le moulin à huile, appartenant au palais seigneurial, est entièrement creusé dans la roche et constitue un témoignage historique précieux de la culture et l'économie locale. Construit au XVIIe siècle, il conserve encore les grands réservoirs pour le broyage des olives, meule en pierre et presses pour le pressurage.
- Piazza San Giorgio

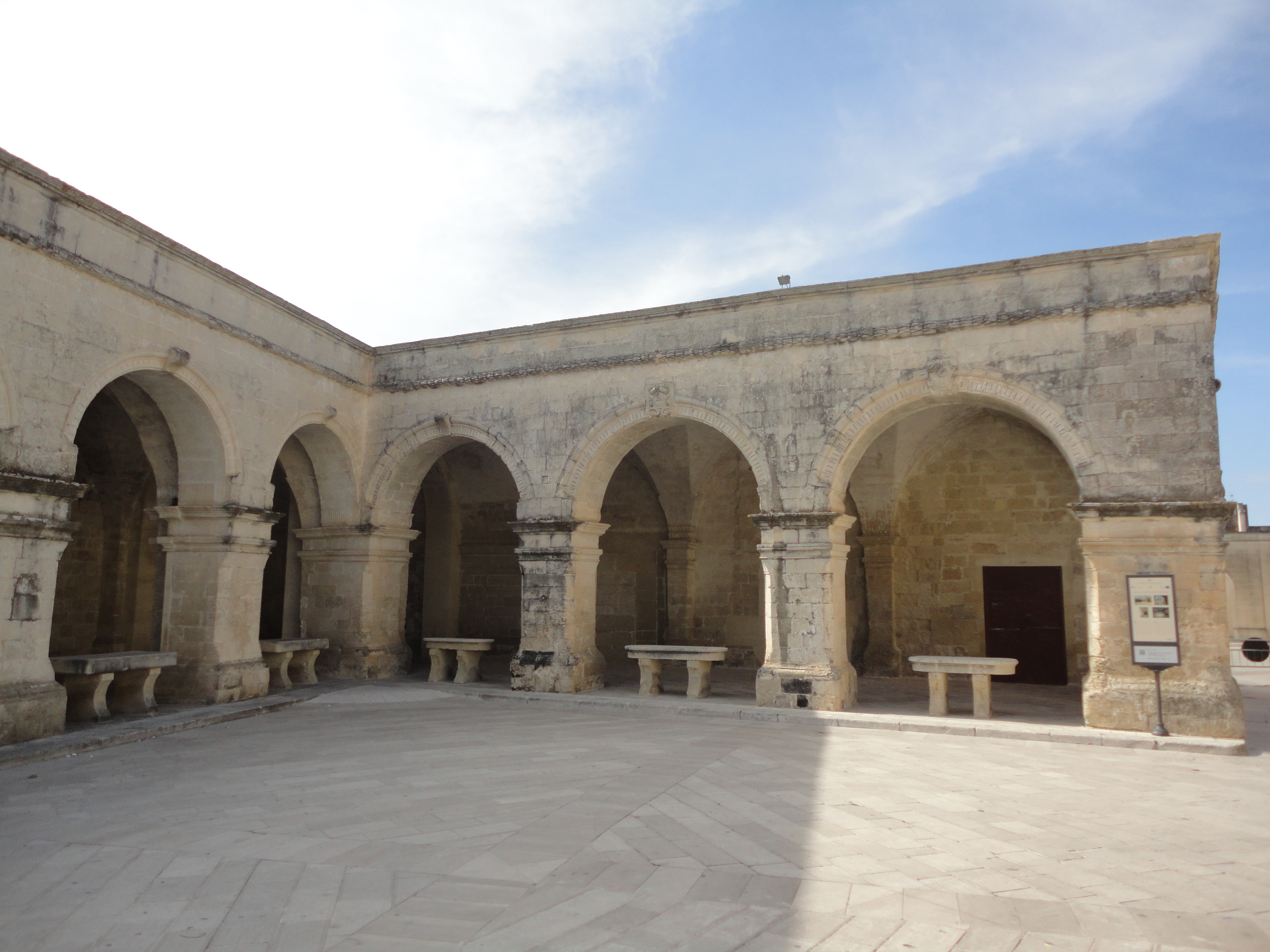
Arcades de la piazza San Giorgio

Elle présente une série d'arcades Renaissance et s'organise autour de l'église Madre di San Giorgio, de la chapelle de la Madonna Assunta et de la tour de l'horloge (1901). Les arcades sont un exemple rare dans les Pouilles d'architecture créée à des fins commerciales, à l'instar de ce qu'on peut trouver à Francavilla Fontana, dans la province de Brindisi et à Martina Franca, dans la province de Tarente. Les travaux de construction commencèrent à la fin du XVIe siècle pour  accueillir le grand marché hebdomadaire, qui se tenait le samedi. C'est là que s'installaient les marchands de Lecce, Bari et Naples et que se trouvaient de nombreuses boutiques. En pierre locale, les arcades ont été reconstruites à la fin du XVIIe siècle à l'instigation de l'évêque de Siponto, comme le rappelle l'épigraphe surmontée par les armoiries de la cité.

### Communes limitrophes
Castrignano de' Greci, Corigliano d'Otranto, Cursi, Cutrofiano, Maglie